# 章甫 (天順進士)
章甫（1424年—？），字弘冕，江西南昌府豐城縣人，明朝政治人物。進士出身。

## 生平
江西鄉試第七十九名。天順八年（1464年）甲申科會試第六十七名，殿試登進士第二甲第六十二名。

## 家族
曾祖父章均任。祖父章伯夔。父亲章士良。